# Iver Lawson

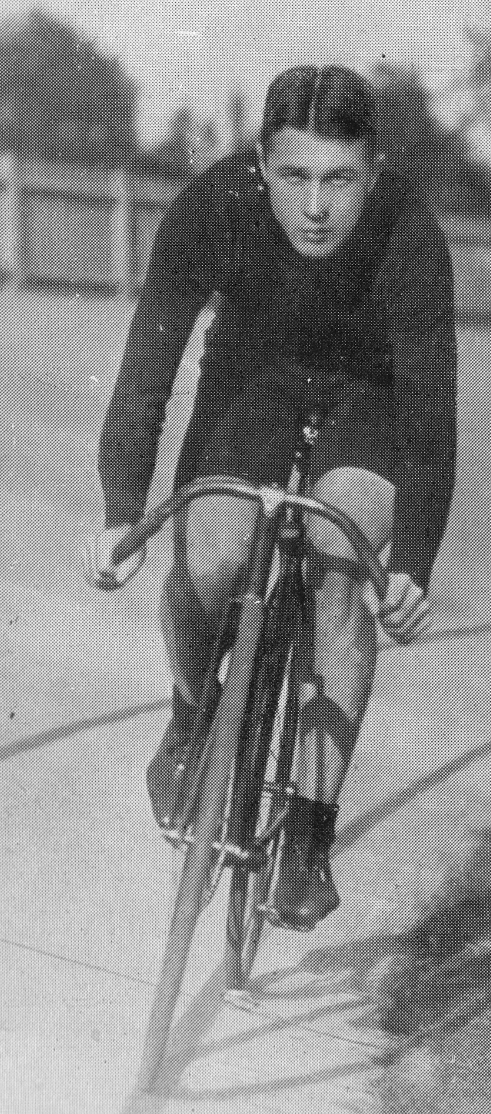
Iver Lawson.

Iver Lawson (Norrköping (Zweden), 1 juli 1879 - Provo (Utah), 1937) was een Amerikaans wielrenner.
Iver Lawson werd in Zweden geboren als Yvar Larsson. In 1895 emigreerde hij met zijn twee broers, John (1871-1902) en Gus naar de Verenigde Staten. Zijn broers werden ook op de wielerbaan actief, John ("The Terrible Swede") als baanwielrenner en bestuurder, Gus als gangmaker. Gus Lawson overleed op 8 september 1913 door een val op de wielerbaan in Keulen.
Wanneer Iver Lawson zijn intrede in de wielersport deed is niet precies bekend. Hij was een baansprinter en in 1904 won hij de wereldtitel in Londen. Nadien was hij ook succesvol in zesdaagsen. Hij was een klasserijke, elegante renner en gaf zich maximaal. Hij klopte in de VS Frank Kramer en Major Taylor en incasseerde veel geld in Australië en Europa.
Lawson was een felle tegenstander van de zwarte renner Major Taylor, tegenover wie hij zich - samen met zijn collega-renner Floyd McFarland - niet alleen onsportief, maar ook racistisch gedroeg. Hij was iemand die zich veel conflicten op de hals haalde met als gevolg diskwalificaties, ruzies en knokpartijen.
Iver Lawson zou zijn laatste levensjaren als croupier in een casino in de buurt van Salt Lake City gesleten hebben. Hij overleed in 1937 in Provo (Utah) na een val uit een raam. Hij had de dood van zijn broer Gus nooit kunnen verwerken en was in alcoholisme afgegleden.

## Belangrijkste overwinningen
1904
- Wereldkampioenschap baan, Sprint, Elite

1908
- Zesdaagse van Boston; + Niels Marius Andersen
- Zesdaagse van Kansas City; + James Henri 'Jim' Moran

1913
- Zesdaagse van Boston; + Joe Fogler